# 徐允禎
徐允禎（？—1644年），明朝軍事將領、定國公。

## 生平
崇禎三年（1630年），襲定國公爵，祿二千五百石。崇禎十六年，加太子太保。崇禎十七年（1644年）北京城陷，定国公徐允祯降于闯军。随后与驸马冉兴让、太康侯张国纪、英国公张世泽等人被拷打追赃助饷。崇祯十七年四月十一日，李自成率军离京前往山海关征讨吴三桂，出行前命将故明勋戚大臣杀掉，徐允祯等人被押至阜成门外斩首